# Xã Norton, Quận Walsh, Bắc Dakota
Xã Norton (tiếng Anh: Norton Township) là một xã thuộc quận Walsh, tiểu bang Bắc Dakota, Hoa Kỳ. Năm 2010, dân số của xã này là 69 người.